# 野島掩体壕

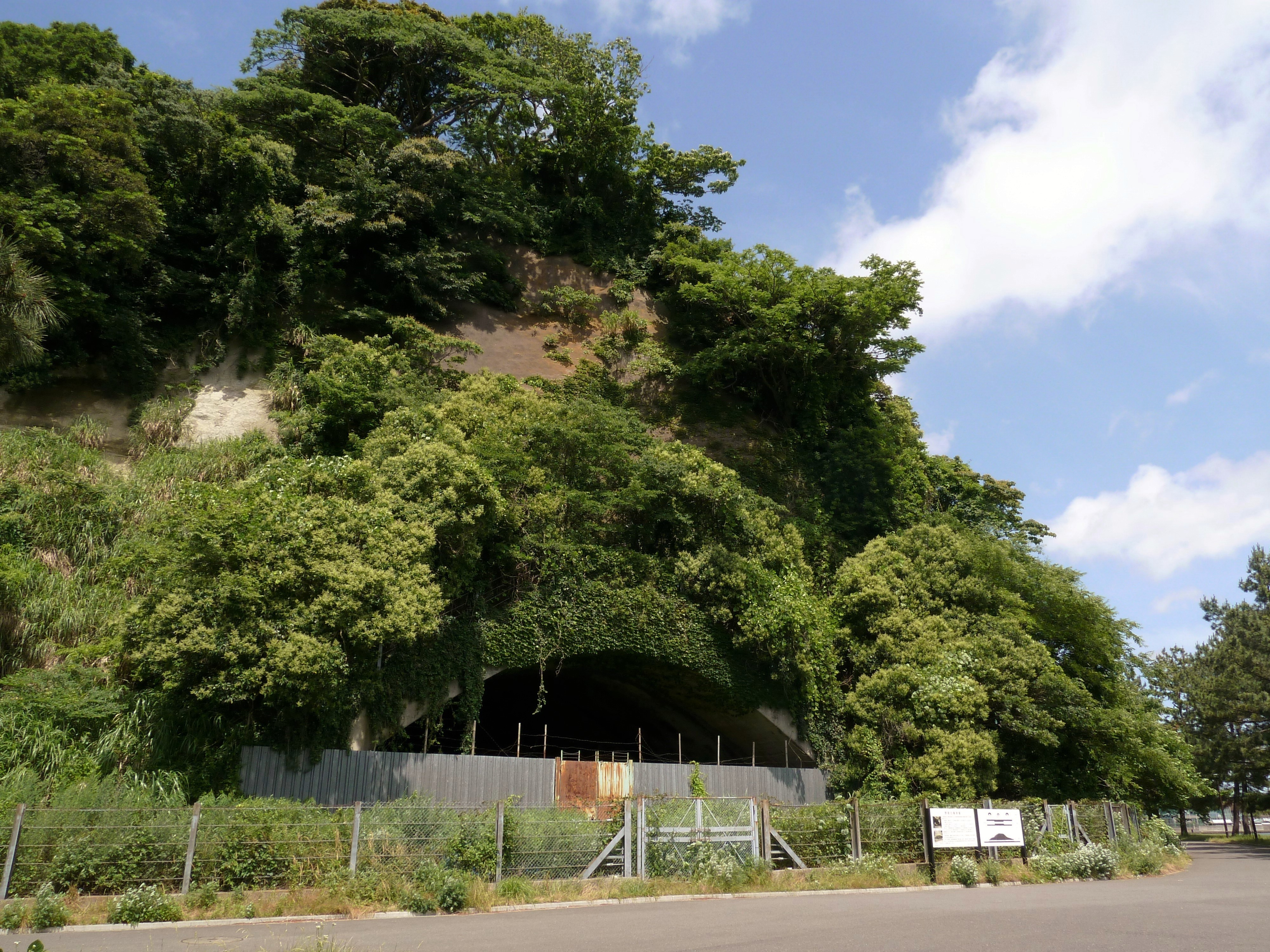
東側（海側）出入口

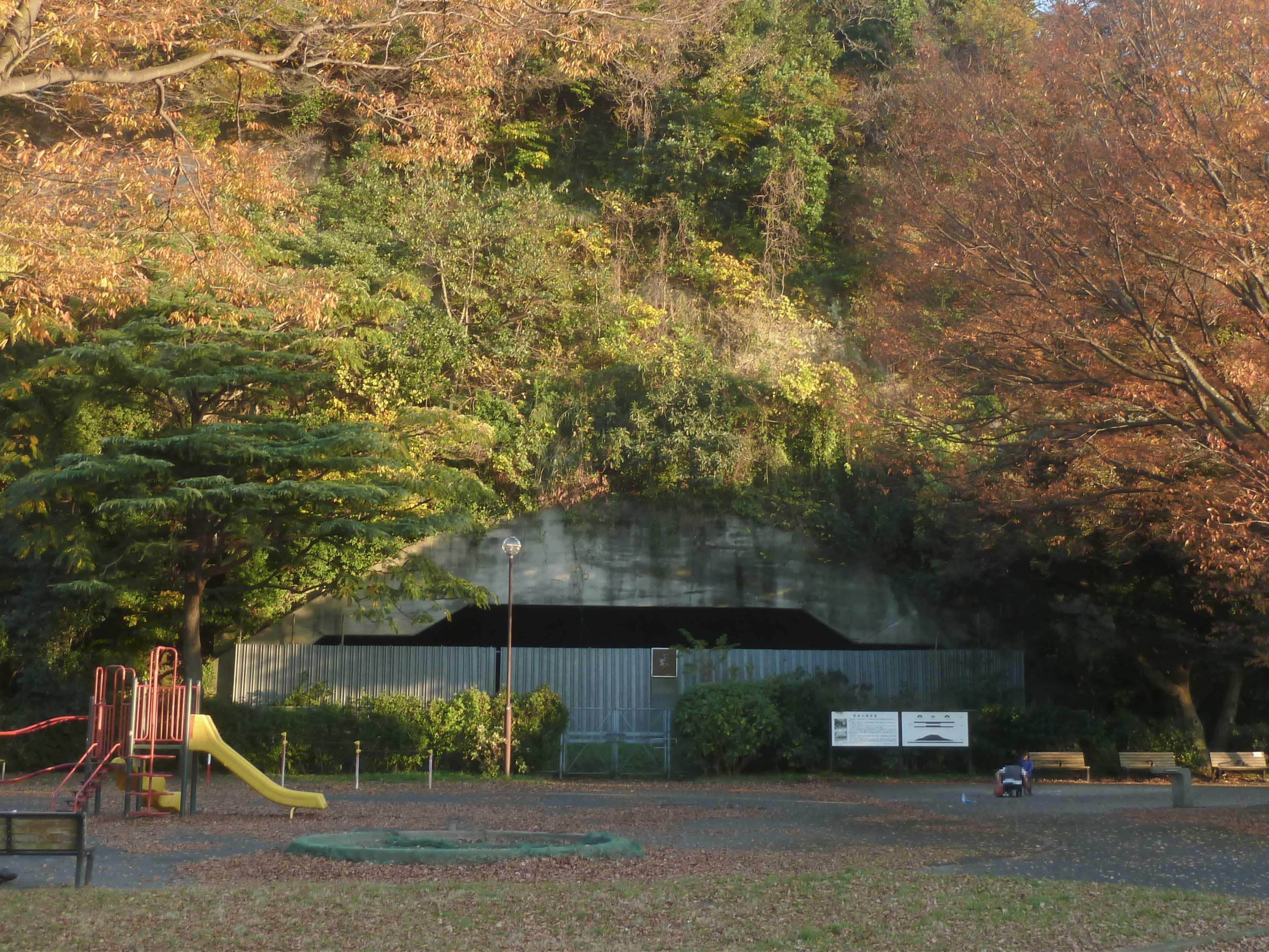
西側出入口

野島掩体壕（のじまえんたいごう）は神奈川県横浜市金沢区野島町の野島にあった掩体壕。遺構が現地に残されており、現存する掩体壕遺構としては日本で最大級とされる。

## 概要
横須賀海軍航空隊の戦闘機を空襲から退避する目的で、太平洋戦争末期に造られた。1945年（昭和20年）3月15日から6月30日までの間に、横須賀所属の第三〇〇設営隊が工事を担当した。
野島山を東西に地中をくりぬく形で建造された。長さ260 m、幅20 m、入口の高さは7 mの寸法だった。しかし1度も使用されないまま終戦となった。
現在も入口が開いているが、内部崩落の懸念があり、板とフェンスで塞がれて立ち入りが禁止されている。
2010年（平成22年）3月に、来歴を伝える説明板が入口前の現地に設置された。現地は野島公園の一部となっている。